# Sven Windahl
Sven Reinhold Windahl, född 1 maj 1942, är en svensk professor, kommunikationskonsult och författare.
Sven Windahl, som disputerade 1975 vid Lunds universitet, har bland annat arbetat som kommunikationsforskare och varit professor vid Lunds universitet. Han har även varit verksam vid universitetet i Växjö.
På 70-talet myntade Windahl det numera vedertagna begreppet kommunikativt ledarskap.
Han har grundat kommunikationsbyrån Nordisk kommunikation, som har specialiserat sig på internkommunikation, och har skrivit flera böcker inom kommunikationsområdet.